# 胡玉麟
胡玉麟（1911年—1950年10月1日），中國共產黨員，遼寧省錦西縣人，中央航空學校畢業，空軍第一軍區司令部運輸科中校科長，因加入中共中央台灣地工組織在台灣從事間諜活動，1950年10月1日槍決於台北市馬場町刑場。

## 生平
胡玉麟，1911年生於遼寧省錦西縣，北平弘達中學畢業，1931年九一八事變後，東北局勢受日軍掌控，東北愛國主義氣氛濃厚，1934年胡玉麟就讀北平東北大學教育系一年後，投筆從戎考入中央航空學校飛行轟炸組就讀，1937年畢業後即進入空軍第八大隊擔任見習官，隔年升任空軍第一大隊第二中隊飛行員，在上海一二八事變時對敵作戰，基地位於漢口、南昌，1939年轉進四川成都轟炸日軍各重要據點。1940年4月升任空軍第四大隊分隊長，負責訓練作戰飛行員。1942年獲選派赴美國受訓飛行B-24轟炸機，1944年返國。由於胃病緣故無法飛行，胡玉麟改為地勤相關工作，任空軍失事審查委員會附員。抗戰勝利後，胡玉麟到濟南空軍第九地區接任司令部副官長，因戰功獲頒多枚勳章。
1946年東北接收期間胡玉麟派赴瀋陽，擔任瀋陽第七陸空聯絡組組長，1948年9月東北野戰軍發動遼西會戰，11月7日胡玉麟撤退不及兵敗被俘，中共東北局高中民派薛德文遊說胡玉麟協助中共，11月11日與胡玉麟同赴北平。不久北平危急面臨解放，胡玉麟隨總司令部撤往廣州。1948年12月任空軍第一軍區司令部附員，隔年任第一軍區司令部運輸科中校科長，1949年10月14日鳳明撤退來台，期間薛德文告知胡玉麟，中共中央已派員前往香港，請其赴港相見，胡玉麟以沒假搪塞。
1949年中共中央局聯絡部計畫來台設立地下組織，派洪國式赴北平研究日本及台灣問題，1949年9月轉中共中央局聯絡部移轉洪國式小組劉光典、鄒曙、華震等陸續自香港來台，由鄒曙為洪國式、劉光典辦理入台證，1949年12月洪國式、郭秉衡奉命來台從事社會調查工作發展中共中央社會部台灣地下工作組織，郭秉衡當時已打入保密局負責蒐集軍事情報及策反海空陸軍。中共中央擬利用劉多荃之子劉全禮與劉多荃舊部屬的人脈關係，企圖策反海空陸軍及取得重要軍事情報。
1950年2月，胡玉麟在嘉義女兒家時，洪國式派遣劉光典與其取得聯繫，賦與胡玉麟擴大組織、調查機場設備、設法使空軍不打共軍船隻任務，並約定在台北空軍新生社碰面。胡玉麟提供新竹駐空軍八大隊及二十大隊，嘉義空軍十大隊，以及空軍軍區已撤銷等情資。洪國式自新時表示，與胡玉麟取得聯繫時他態度消極。
1949年11月，國防部保密局接獲香港組及台灣省諜報組織查報，中共為加緊攻台之準備，派遣幹員潛台活動，於1949年12月偵悉洪國式自港來台曾於空軍新生社探詢楊文亮之所在，遇保密局人員包文有，包文有見其面生言語唐突，即向臺灣省保安司令部報告，臺灣省保安司令部於是派遣幹員陳琦、包文有、楊文亮與洪國式接觸。陳琦、包文有滲透入該組織內部取得情資。於1950年2月28日保密局在台北車站假裝查驗遊民身份之名，將洪國式等十餘人帶往警局詢問，並假借洪身分證件有問題需人作保，得郭秉衡、鄒曙之情資，復以需要行賄方得放人引誘其供出多人。1950年3月1日在台北、基隆、台中將其餘人逮捕歸案，僅劉光典逃亡。中共中央社會部台灣地下工作組織洪國式小組宣告瓦解。
1950年7月14日中共中央社會部台灣地下工作組織以劉全禮為案頭全案偵結，劉全禮、郭秉衡、張禮大、王平、鄒曙、華震、劉天民、江德興、胡玉麟同案九人因叛亂罪判處死刑，1950年10月1日槍決於台北市馬場町刑場。